# Same Difference (album)
Pour l’article homonyme, voir Same Difference.
Albums de Entombed
DCLXVI: To Ride Shoot Straight and Speak the Truth
(1997) Uprising
(2000)
Same Difference est le cinquième album studio du groupe de death metal suédois Entombed. L'album est sorti le 16 novembre 1998 sous le label Metal-Is.
Il voit le groupe abandonner le son death metal et death 'n' roll qui le caractérisait pour une orientation plus stoner et alternative.

## Musiciens
- Lars Göran Petrov - chant
- Uffe Cederlund - guitare
- Alex Hellid - guitare
- Jörgen Sandström - basse
- Peter Stjärnvind - batterie

## Liste des morceaux
1. Addiction King – 2:56
2. The Supreme Good – 4:15
3. Clauses – 3:38
4. Kick in the Head – 3:29
5. Same Difference – 4:00
6. Close but Nowhere Near – 2:56
7. What You Need – 2:49
8. High Waters – 3:39
9. 20-20 Vision – 3:03
10. The Day, The Earth – 2:45
11. Smart Aleck – 3:19
12. Jack Worm – 2:51
13. Wolf Tickets - 3:52